# Svenska cupen i fotboll 2013/2014
Svenska cupen i fotboll 2013/2014 var den 58:e säsongen av huvudcupen i Sverige och den andra säsongen sedan 2000/2001 att hållas enligt höst-vårformatet. Svenska cupen spelas enligt höst-vårformatet. På våren spelades ett gruppspel på 8 grupper med fyra lag i varje där segrarna i grupperna går vidare till kvartsfinal. 2013/2014 års cup mästare är IF Elfsborg efter en 1–0-vinst över Helsingborgs IF.

## Lag
| Omgång        | Återstående klubbar | Klubbar som deltar | Vinnare från föregående omgång | Nya klubbar denna omgång | Ligor som börjar i denna omgång                        |
| ------------- | ------------------- | ------------------ | ------------------------------ | ------------------------ | ------------------------------------------------------ |
| Omgång 1      | 96                  | 64                 | -                              | 64                       | Division 1 Division 2 Division 3 Division 4 Division 5 |
| Omgång 2      | 64                  | 64                 | 32                             | 32                       | Allsvenskan Superettan                                 |
| Gruppspel     | 32                  | 32                 | 32                             | -                        | -                                                      |
| Kvartsfinaler | 8                   | 8                  | 8                              | -                        | -                                                      |
| Semifinaler   | 4                   | 4                  | 4                              | -                        | -                                                      |
| Final         | 2                   | 2                  | 2                              | -                        | -                                                      |

## Kvalspel

### Dalarnas FF
Omgång 1
| Dalarna – Omgång 1 – 8 deltagande klubblag | Dalarna – Omgång 1 – 8 deltagande klubblag | Dalarna – Omgång 1 – 8 deltagande klubblag |
| ------------------------------------------ | ------------------------------------------ | ------------------------------------------ |
| Lag 1                                      | Resultat                                   | Lag 2                                      |
| IFK Hedemora                               | 1–6                                        | IFK Mora                                   |
| Boda Ore                                   | 0–1                                        | Vansbro AIK                                |
| Östansbo IS                                | 00003–0 (W/O)                              | Ulfshyttans IF                             |
| Långshyttans AIK                           | 0–4                                        | Korsnäs IF                                 |

Kvartsfinal
| Dalarna – Kvartsfinal – 8 deltagande klubblag | Dalarna – Kvartsfinal – 8 deltagande klubblag | Dalarna – Kvartsfinal – 8 deltagande klubblag |
| --------------------------------------------- | --------------------------------------------- | --------------------------------------------- |
| Lag 1                                         | Resultat                                      | Lag 2                                         |
| Korsnäs IF                                    | 1–0                                           | Avesta AIK                                    |
| Dalkurd FF                                    | 16–00                                         | Östansbo IS                                   |
| Vansbro AIK                                   | 00001–3 (e.f.)                                | Falu FK                                       |
| IFK Mora                                      | 3–5                                           | Kvarnsvedens IK                               |

Semifinal
| Dalarna – Semifinal – 4 deltagande klubblag | Dalarna – Semifinal – 4 deltagande klubblag | Dalarna – Semifinal – 4 deltagande klubblag |
| ------------------------------------------- | ------------------------------------------- | ------------------------------------------- |
| Lag 1                                       | Resultat                                    | Lag 2                                       |
| Falu FK                                     | 2–1                                         | Kvarnsvedens IK                             |
| Korsnäs IF                                  | 3–1                                         | Dalkurd FF                                  |

Final
| Dalarna – Final – 2 deltagande klubblag | Dalarna – Final – 2 deltagande klubblag | Dalarna – Final – 2 deltagande klubblag |
| --------------------------------------- | --------------------------------------- | --------------------------------------- |
| Lag 1                                   | Resultat                                | Lag 2                                   |
| Falu FK                                 | 00002–3 (e.f.)                          | Korsnäs IF                              |

### Hälsinglands FF
| Hälsingland – Final – 2 deltagande klubblag | Hälsingland – Final – 2 deltagande klubblag | Hälsingland – Final – 2 deltagande klubblag |
| ------------------------------------------- | ------------------------------------------- | ------------------------------------------- |
| Lag 1                                       | Resultat                                    | Lag 2                                       |
| Rengsjö SK                                  | 0–4                                         | Hudiksvalls FF                              |

### Örebro Läns FF
Grupp 1
| Nr | Lag – Örebro Län ( ) | S | V | O | F | GM | IM | MS | P |
| -- | -------------------- | - | - | - | - | -- | -- | -- | - |
| 1  | IFK Kumla            | 3 | 3 | 0 | 0 | 5  | 0  | +5 | 9 |
| 2  | BK Forward           | 3 | 2 | 0 | 1 | 7  | 4  | +3 | 6 |
| 3  | IFK Örebro           | 3 | 1 | 0 | 2 | 4  | 7  | −3 | 3 |
| 4  | Örebro Syrianska     | 3 | 0 | 0 | 3 | 1  | 6  | −5 | 0 |

| Hemma \ Borta    | BKF | IFKK | IFKÖ | ÖS  |
| BK Forward       | —   | —    | 4–2  | 3–0 |
| IFK Kumla        | 2–0 | —    | 2–0  | —   |
| IFK Örebro       | —   | —    | —    | 2–1 |
| Örebro Syrianska | —   | 0–1  | —    | —   |

Grupp 2
| Nr | Lag – Örebro Län ( ) | S | V | O | F | GM | IM | MS  | P |
| -- | -------------------- | - | - | - | - | -- | -- | --- | - |
| 1  | Rynninge IK          | 3 | 3 | 0 | 0 | 10 | 0  | +10 | 9 |
| 2  | Adolfsbergs IK       | 3 | 2 | 0 | 1 | 4  | 6  | −2  | 6 |
| 3  | Karlslunds IF        | 3 | 1 | 0 | 2 | 8  | 4  | +4  | 3 |
| 4  | IK Sturehov          | 3 | 0 | 0 | 3 | 0  | 12 | −12 | 0 |

| Hemma \ Borta  | AIK | IKS | KIF | RIK |
| Adolfsbergs IK | —   | —   | —   | 0–5 |
| IK Sturehov    | 0–2 | —   | —   | —   |
| Karlslunds IF  | 1–2 | 7–0 | —   | —   |
| Rynninge IK    | —   | 3–0 | 2–0 | —   |

## Inledande omgångar

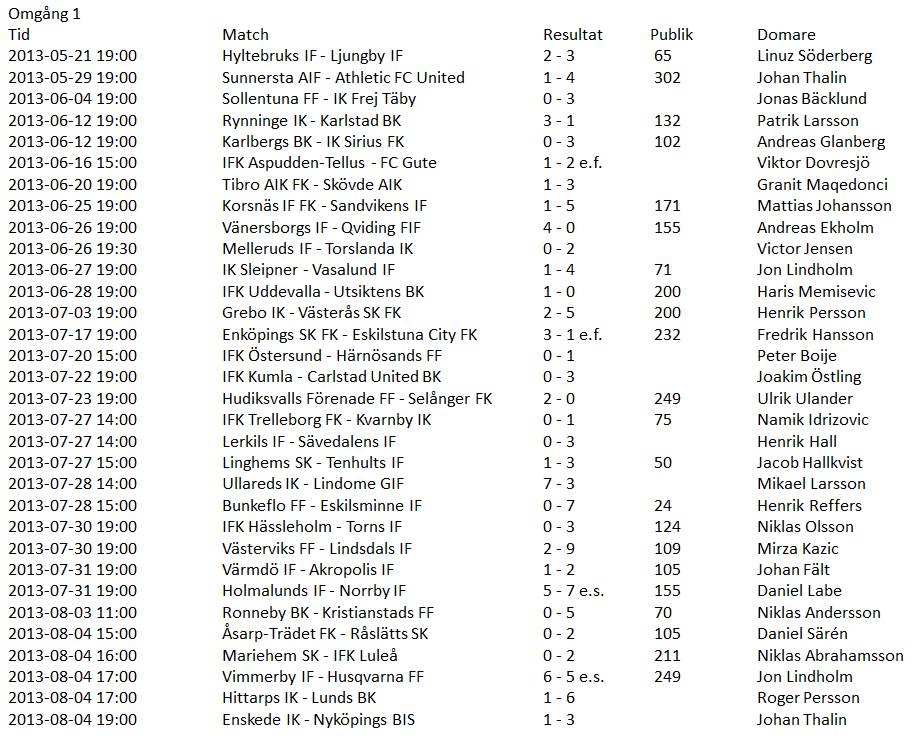
Resultat Svenska cupen omgång 1 2013-2014

I omgång 1 deltog 64 lag från Division 1-5. Matcher i denna omgången började spelas den 21 maj 2013 och sista matchen spelades den 4 augusti. Siffrorna bredvid lagnamnen visar vilken nivå i det svenska seriesystemet som klubben spelade i. Bunkeflo FF spelade i lägst division av alla deltagande lag, nämligen Division 5, vilket är den sjunde nivån i det svenska seriesystemet.

### Omgång 1
64 lag från division 1 och neråt i det svenska seriesystemet deltog i denna omgången. Denna omgång spelades mellan 3 juni och 5 augusti 2012, varav en majoritet av matcherna spelades i augusti. Totalt 64 lag deltog i den första omgången och bestod av lag från division 1 eller lägre.
| Första omgången – 64 deltagande klubblag | Första omgången – 64 deltagande klubblag | Första omgången – 64 deltagande klubblag |
| ---------------------------------------- | ---------------------------------------- | ---------------------------------------- |
| Lag 1                                    | Resultat                                 | Lag 2                                    |
| Hyltebruks IF                            | 2–3                                      | Ljungby IF                               |
| Sunnersta AIF                            | 1–4                                      | AFC United                               |
| Sollentuna FF                            | 0–3                                      | IK Frej                                  |
| Rynninge IK                              | 3–1                                      | Karlstad BK                              |
| Karlbergs BK                             | 0–3                                      | IK Sirius                                |
| IFK Aspudden-Tellus                      | 00001–2 (e.f.)                           | FC Gute                                  |
| Tibro AIK                                | 1–3                                      | Skövde AIK                               |
| Korsnäs IF                               | 1–5                                      | Sandvikens IF                            |
| Vänersborgs IF                           | 4–0                                      | Qviding FIF                              |
| Melleruds IF                             | 0–2                                      | Torslanda IK                             |
| IK Sleipner                              | 1–4                                      | Vasalunds IF                             |
| IFK Uddevalla                            | 1–0                                      | Utsiktens BK                             |
| Grebo IK                                 | 00002–5 (e.f.)                           | Västerås SK                              |
| Enköpings SK                             | 00003–1 (e.f.)                           | Eskilstuna City                          |
| IFK Östersund                            | 0–1                                      | Härnösands FF                            |
| IFK Kumla                                | 0–3                                      | Carlstad United                          |
| Hudiksvalls FF                           | 2–0                                      | Selånger FK                              |
| IFK Trelleborg                           | 0–1                                      | Kvarnby IK                               |
| Lerkils IF                               | 0–3                                      | Sävedalens IF                            |
| Linghems SK                              | 00001–3 (e.f.)                           | Tenhults IF                              |
| Ullareds IK                              | 7–3                                      | Lindome GIF                              |
| Bunkeflo FF                              | 0–7                                      | Eskilsminne IF                           |
| IFK Hässleholm                           | 0–3                                      | Torns IF                                 |
| Västerviks FF                            | 2–9                                      | Lindsdals IF                             |
| Värmdö IF                                | 1–2                                      | Akropolis IF                             |
| Holmalunds IF                            | 00002–2 (e.f.) 000(3–5 str.)             | Norrby IF                                |
| Ronneby BK                               | 0–5                                      | Kristianstads FF                         |
| Åsarp-Trädet                             | 0–2                                      | Råslätts SK                              |
| Mariehem SK                              | 0–2                                      | IFK Luleå                                |
| Vimmerby IF                              | 00001–1 (e.f.) 000(5–4 str.)             | Husqvarna FF                             |
| Hittarps IK                              | 1–6                                      | Lunds BK                                 |
| Enskede IK                               | 1–3                                      | Nyköpings BIS                            |

### Omgång 2
| Andra omgången – 64 deltagande klubblag | Andra omgången – 64 deltagande klubblag | Andra omgången – 64 deltagande klubblag |
| --------------------------------------- | --------------------------------------- | --------------------------------------- |
| Lag 1                                   | Resultat                                | Lag 2                                   |
| FC Gute                                 | 0–5                                     | IFK Värnamo                             |
| Ullareds IK                             | 0–2                                     | Ljungskile SK                           |
| Nyköpings BIS                           | 0–1                                     | BK Häcken                               |
| Akropolis IF                            | 0–3                                     | Degerfors IF                            |
| Torslanda IK                            | 00001–1 (e.f.) 000(4–2 str.)            | Kalmar FF                               |
| Ljungby IF                              | 0–2                                     | Halmstads BK                            |
| Carlstad United                         | 4–2                                     | Varbergs BoIS                           |
| Torns IF                                | 1–4                                     | Jönköpings Södra                        |
| Sävedalens IF                           | 0–6                                     | Malmö FF                                |
| Enköpings SK                            | 0–2                                     | Örgryte IS                              |
| Vänersborgs IF                          | 0–5                                     | Östersunds FK                           |
| Råslätts SK                             | 1–3                                     | Assyriska FF                            |
| Skövde AIK                              | 1–3                                     | Ängelholms FF                           |
| IK Frej                                 | 00000–1 (e.f.)                          | Gais                                    |
| Kvarnby IK                              | 0–1                                     | Syrianska FC                            |
| Lindsdals IF                            | 1–2                                     | Gefle IF                                |
| Västerås SK                             | 1–3                                     | Östers IF                               |
| Vasalunds IF                            | 2–4                                     | GIF Sundsvall                           |
| AFC United                              | 2–1                                     | Falkenbergs FF                          |
| Hudiksvalls FF                          | 00001–1 (e.f.) 000(5–4 str.)            | Landskrona BoIS                         |
| Rynninge IK                             | 2–1                                     | Örebro SK                               |
| Tenhults IF                             | 1–3                                     | Mjällby AIF                             |
| Lunds BK                                | 0–4                                     | IFK Göteborg                            |
| Sandvikens IF                           | 00003–2 (e.f.)                          | AIK                                     |
| Härnösands FF                           | 0–4                                     | Helsingborgs IF                         |
| IFK Luleå                               | 00000–1 (e.f.)                          | IF Brommapojkarna                       |
| IFK Uddevalla                           | 00002–2 (e.f.) 000(1–3 str.)            | Åtvidabergs FF                          |
| Vimmerby IF                             | 0–4                                     | IFK Norrköping                          |
| IK Sirius                               | 4–1                                     | IK Brage                                |
| Norrby IF                               | 0–2                                     | Hammarby IF                             |
| Eskilsminne IF                          | 0–2                                     | Djurgårdens IF                          |
| Kristianstads FF                        | 0–4                                     | IF Elfsborg                             |

## Gruppspel
Gruppspelet spelade med enkelmöten där endast gruppsegraren gick vidare till kvartsfinal. Det högst rankade laget vid lottningen hade rätt till två hemmamatcher där de i sista matchen mötte det andrarankade laget hemma.

### Grupp 1
| Nr | Lag           | S | V | O | F | GM | IM | MS  | P |
| -- | ------------- | - | - | - | - | -- | -- | --- | - |
| 1  | Malmö FF      | 3 | 3 | 0 | 0 | 13 | 3  | +10 | 9 |
| 2  | Hammarby IF   | 3 | 1 | 1 | 1 | 5  | 4  | +1  | 4 |
| 3  | Ängelholms FF | 3 | 1 | 1 | 1 | 3  | 3  | 0   | 4 |
| 4  | Degerfors IF  | 3 | 0 | 0 | 3 | 2  | 13 | −11 | 0 |

| Hemma \ Borta | DIF | HIF | MFF | ÄFF |
| Degerfors IF  | —   | 1–3 | —   | 0–3 |
| Hammarby IF   | —   | —   | —   | 0–0 |
| Malmö FF      | 7–1 | 3–2 | —   | —   |
| Ängelholms FF | —   | —   | 0–3 | —   |

### Grupp 2
| Nr | Lag            | S | V | O | F | GM | IM | MS  | P |
| -- | -------------- | - | - | - | - | -- | -- | --- | - |
| 1  | IFK Göteborg   | 3 | 3 | 0 | 0 | 16 | 2  | +14 | 9 |
| 2  | GIF Sundsvall  | 3 | 1 | 1 | 1 | 4  | 4  | 0   | 4 |
| 3  | Hudiksvalls FF | 3 | 0 | 1 | 2 | 2  | 12 | −10 | 1 |
| 4  | IFK Värnamo    | 3 | 0 | 1 | 2 | 0  | 4  | −4  | 1 |

| Hemma \ Borta  | GIFS | HFF | IFKG | IFKV |
| GIF Sundsvall  | —    | —   | —    | 0–0  |
| Hudiksvalls FF | 0–2  | —   | 0–10 | —    |
| IFK Göteborg   | 4–2  | —   | —    | 2–0  |
| IFK Värnamo    | —    | 0–2 | —    | —    |

### Grupp 3
| Nr | Lag             | S | V | O | F | GM | IM | MS  | P |
| -- | --------------- | - | - | - | - | -- | -- | --- | - |
| 1  | Helsingborgs IF | 3 | 3 | 0 | 0 | 11 | 1  | +10 | 9 |
| 2  | Ljungskile SK   | 3 | 1 | 1 | 1 | 3  | 2  | +1  | 4 |
| 3  | Torslanda IK    | 3 | 1 | 0 | 2 | 1  | 7  | −6  | 3 |
| 4  | Syrianska FC    | 3 | 0 | 1 | 2 | 2  | 7  | −5  | 1 |

| Hemma \ Borta   | HIF | LSK | SFC | TIK |
| Helsingborgs IF | —   | 1–0 | 5–1 | —   |
| Ljungskile SK   | —   | —   | —   | 2–0 |
| Syrianska FC    | —   | 1–1 | —   | —   |
| Torslanda IK    | 0–5 | —   | 1–0 | —   |

### Grupp 4
| Nr | Lag           | S | V | O | F | GM | IM | MS  | P |
| -- | ------------- | - | - | - | - | -- | -- | --- | - |
| 1  | IF Elfsborg   | 3 | 3 | 0 | 0 | 10 | 0  | +10 | 9 |
| 2  | Östers IF     | 3 | 1 | 1 | 1 | 6  | 5  | +1  | 4 |
| 3  | Östersunds FK | 3 | 1 | 0 | 2 | 6  | 8  | −2  | 3 |
| 4  | Rynninge IK   | 3 | 0 | 1 | 2 | 1  | 10 | −9  | 1 |

| Hemma \ Borta | IFE | RIK | ÖIF | ÖFK |
| IF Elfsborg   | —   | —   | 2–0 | 3–0 |
| Rynninge IK   | 0–5 | —   | 1–1 | —   |
| Östers IF     | —   | —   | —   | 5–2 |
| Östersunds FK | —   | 4–0 | —   | —   |

### Grupp 5
| Nr | Lag            | S | V | O | F | GM | IM | MS | P |
| -- | -------------- | - | - | - | - | -- | -- | -- | - |
| 1  | IK Sirius      | 3 | 3 | 0 | 0 | 6  | 2  | +4 | 9 |
| 2  | Djurgårdens IF | 3 | 2 | 0 | 1 | 7  | 3  | +4 | 6 |
| 3  | Halmstads BK   | 3 | 1 | 0 | 2 | 4  | 6  | −2 | 3 |
| 4  | Assyriska FF   | 3 | 0 | 0 | 3 | 0  | 6  | −6 | 0 |

| Hemma \ Borta  | AFF | DIF | HBK | IKS |
| Assyriska FF   | —   | —   | —   | 0–2 |
| Djurgårdens IF | 2–0 | —   | 4–1 | —   |
| Halmstads BK   | 2–0 | —   | —   | —   |
| IK Sirius      | —   | 2–1 | 2–1 | —   |

### Grupp 6
| Nr | Lag               | S | V | O | F | GM | IM | MS | P |
| -- | ----------------- | - | - | - | - | -- | -- | -- | - |
| 1  | IF Brommapojkarna | 3 | 2 | 1 | 0 | 5  | 0  | +5 | 7 |
| 2  | Åtvidabergs FF    | 3 | 1 | 1 | 1 | 6  | 3  | +3 | 4 |
| 3  | Jönköpings Södra  | 3 | 1 | 1 | 1 | 4  | 4  | 0  | 4 |
| 4  | Carlstad United   | 3 | 0 | 1 | 2 | 2  | 10 | −8 | 1 |

| Hemma \ Borta     | CU  | BP  | JS  | ÅFF |
| Carlstad United   | —   | 0–4 | —   | 2–2 |
| IF Brommapojkarna | —   | —   | 0–0 | —   |
| Jönköpings Södra  | 4–0 | —   | —   | —   |
| Åtvidabergs FF    | —   | 0–1 | 4–0 | —   |

### Grupp 7
| Nr | Lag            | S | V | O | F | GM | IM | MS | P |
| -- | -------------- | - | - | - | - | -- | -- | -- | - |
| 1  | Gais           | 3 | 2 | 1 | 0 | 3  | 1  | +2 | 7 |
| 2  | Gefle IF       | 3 | 1 | 2 | 0 | 3  | 2  | +1 | 5 |
| 3  | IFK Norrköping | 3 | 1 | 1 | 1 | 3  | 2  | +1 | 4 |
| 4  | AFC United     | 3 | 0 | 0 | 3 | 0  | 4  | −4 | 0 |

| Hemma \ Borta  | AFC | GAIS | GIF | IFK |
| AFC United     | —   | —    | 0–1 | 0–2 |
| Gais           | 1–0 | —    | —   | —   |
| Gefle IF       | —   | 1–1  | —   | —   |
| IFK Norrköping | —   | 0–1  | 1–1 | —   |

### Grupp 8
| Nr | Lag           | S | V | O | F | GM | IM | MS | P |
| -- | ------------- | - | - | - | - | -- | -- | -- | - |
| 1  | BK Häcken     | 3 | 3 | 0 | 0 | 9  | 1  | +8 | 9 |
| 2  | Mjällby AIF   | 3 | 2 | 0 | 1 | 3  | 3  | 0  | 6 |
| 3  | Örgryte IS    | 3 | 1 | 0 | 2 | 2  | 5  | −3 | 3 |
| 4  | Sandvikens IF | 3 | 0 | 0 | 3 | 2  | 7  | −5 | 0 |

| Hemma \ Borta | BKH | MAIF | SIF | ÖIS |
| BK Häcken     | —   | 3–0  | —   | 2–0 |
| Mjällby AIF   | —   | —    | —   | 2–0 |
| Sandvikens IF | 1–4 | 0–1  | —   | —   |
| Örgryte IS    | —   | —    | 2–1 | —   |

## Slutspel
I kvartsfinalen har de fyra bästa gruppettorna rätt till hemmamatch med fri lottning mot övriga gruppettor. Semifinaler lottas fritt där först dragna lag får hemmamatch. Finalen spelades på spelplats som bestämts av Svenska Fotbollförbundet. Det spelas ingen Bronsmatch.     

### Kvalificerade lag
| Nr | Lag (grupp)           | S | V | O | F | GM | IM | MS  | P |
| -- | --------------------- | - | - | - | - | -- | -- | --- | - |
| 1  | IFK Göteborg (2)      | 3 | 3 | 0 | 0 | 16 | 2  | +14 | 9 |
| 2  | Malmö FF (1)          | 3 | 3 | 0 | 0 | 13 | 3  | +10 | 9 |
| 3  | Helsingborgs IF (3)   | 3 | 3 | 0 | 0 | 11 | 1  | +10 | 9 |
| 4  | IF Elfsborg (4)       | 3 | 3 | 0 | 0 | 10 | 0  | +10 | 9 |
| 5  | BK Häcken (8)         | 3 | 3 | 0 | 0 | 9  | 1  | +8  | 9 |
| 6  | IK Sirius (5)         | 3 | 3 | 0 | 0 | 6  | 2  | +4  | 9 |
| 7  | IF Brommapojkarna (6) | 3 | 2 | 1 | 0 | 5  | 0  | +5  | 7 |
| 8  | Gais (7)              | 3 | 2 | 1 | 0 | 3  | 1  | +2  | 7 |

### Slutspelsträd
|  | Kvartsfinaler     | Kvartsfinaler   |                 |   | Semifinaler | Semifinaler |  |  | Final | Final |
|  |                   |                 |                 |   |             |             |  |  |       |       |
|  |                   |                 |                 |   |             |             |  |  |       |       |
|  |                   |                 |                 |   |             |             |  |  |       |       |
|  | Malmö FF          | 2               |                 |   |             |             |  |  |       |       |
|  | Malmö FF          | 2               |                 |   |             |             |  |  |       |       |
|  | IF Brommapojkarna | 0               |                 |   |             |             |  |  |       |       |
|  | IF Brommapojkarna | 0               | Malmö FF        | 0 |             |             |  |  |       |       |
|  |                   |                 | Malmö FF        | 0 |             |             |  |  |       |       |
|  |                   | Helsingborgs IF | 2               |   |             |             |  |  |       |       |
|  | Helsingborgs IF   | Helsingborgs IF | 2               | 2 |             |             |  |  |       |       |
|  | Helsingborgs IF   |                 |                 | 2 |             |             |  |  |       |       |
|  | Gais              | 1               |                 |   |             |             |  |  |       |       |
|  | Gais              | 1               | Helsingborgs IF | 0 |             |             |  |  |       |       |
|  |                   |                 | Helsingborgs IF | 0 |             |             |  |  |       |       |
|  |                   | IF Elfsborg     | 1               |   |             |             |  |  |       |       |
|  | IFK Göteborg      | IF Elfsborg     | 1               | 0 |             |             |  |  |       |       |
|  | IFK Göteborg      |                 |                 | 0 |             |             |  |  |       |       |
|  | IK Sirius         | 1               |                 |   |             |             |  |  |       |       |
|  | IK Sirius         | 1               | IK Sirius       | 1 |             |             |  |  |       |       |
|  |                   |                 | IK Sirius       | 1 |             |             |  |  |       |       |
|  |                   | IF Elfsborg     | 4               |   |             |             |  |  |       |       |
|  | IF Elfsborg       | IF Elfsborg     | 4               | 1 |             |             |  |  |       |       |
|  | IF Elfsborg       |                 |                 | 1 |             |             |  |  |       |       |
|  | BK Häcken         | 0               |                 |   |             |             |  |  |       |       |
|  | BK Häcken         | 0               |                 |   |             |             |  |  |       |       |

### Kvartsfinal
| Kvartsfinal – 8 deltagande klubblag | Kvartsfinal – 8 deltagande klubblag | Kvartsfinal – 8 deltagande klubblag |
| ----------------------------------- | ----------------------------------- | ----------------------------------- |
| Lag 1                               | Resultat                            | Lag 2                               |
| Helsingborgs IF                     | 2–1                                 | Gais                                |
| Malmö FF                            | 2–0                                 | IF Brommapojkarna                   |
| IFK Göteborg                        | 0–1                                 | IK Sirius                           |
| IF Elfsborg                         | 1–0                                 | BK Häcken                           |

### Semifinal
| Semifinal – 4 deltagande klubblag | Semifinal – 4 deltagande klubblag | Semifinal – 4 deltagande klubblag |
| --------------------------------- | --------------------------------- | --------------------------------- |
| Lag 1                             | Resultat                          | Lag 2                             |
| Malmö FF                          | 0–2                               | Helsingborgs IF                   |
| IK Sirius                         | 1–4                               | IF Elfsborg                       |

### Final
|             | 18 maj 2014 | Helsingborgs IF | 0 – 1           | IF Elfsborg | Friends Arena                                            |                                                          |
| 17:00 UTC+2 | 17:00 UTC+2 |                 | (0 – 0) Rapport | 54′ Nilsson | Stockholm Publik: 3 423 Domare: Michael Lerjéus (Skövde) | Stockholm Publik: 3 423 Domare: Michael Lerjéus (Skövde) |
| 17:00 UTC+2 | 17:00 UTC+2 |                 |                 |             | Stockholm Publik: 3 423 Domare: Michael Lerjéus (Skövde) | Stockholm Publik: 3 423 Domare: Michael Lerjéus (Skövde) |
| 17:00 UTC+2 | 17:00 UTC+2 |                 |                 |             | Stockholm Publik: 3 423 Domare: Michael Lerjéus (Skövde) | Stockholm Publik: 3 423 Domare: Michael Lerjéus (Skövde) |